# Kanton Thonon-les-Bains
Der Kanton Thonon-les-Bains ist ein französischer Wahlkreis im Département Haute-Savoie in der Region Auvergne-Rhône-Alpes. Er umfasst zwölf Gemeinden im Arrondissement Thonon-les-Bains. Durch die landesweite Neuordnung der französischen Kantone wurde er 2015 neu geschaffen mit Thonon-les-Bains als Hauptort (frz.: bureau centralisateur).

## Gemeinden
Der Kanton besteht aus zwölf Gemeinden mit insgesamt 54.579 Einwohnern (Stand: 2022) auf einer Gesamtfläche von 170,28 km²:
| Gemeinde                | Einwohner 1. Januar 2022 | Fläche km² | Dichte Einw./km² | Code INSEE | Postleitzahl |
| ----------------------- | ------------------------ | ---------- | ---------------- | ---------- | ------------ |
| Allinges                | 4.938                    | 15,01      | 329              | 74005      | 74200        |
| Armoy                   | 1.501                    | 4,95       | 303              | 74020      | 74200        |
| Bellevaux               | 1.392                    | 48,97      | 28               | 74032      | 74470        |
| Cervens                 | 1.259                    | 6,36       | 198              | 74053      | 74550        |
| Draillant               | 875                      | 10,41      | 84               | 74106      | 74550        |
| Lullin                  | 799                      | 13,25      | 60               | 74155      | 74470        |
| Lyaud                   | 1.766                    | 9,17       | 193              | 74157      | 74200        |
| Orcier                  | 1.073                    | 9,39       | 114              | 74206      | 74550        |
| Perrignier              | 1.882                    | 7,85       | 240              | 74210      | 74550        |
| Reyvroz                 | 498                      | 9,82       | 51               | 74222      | 74200        |
| Thonon-les-Bains        | 37.689                   | 16,21      | 2.325            | 74281      | 74200        |
| Vailly                  | 907                      | 18,89      | 48               | 74287      | 74470        |
| Kanton Thonon-les-Bains | 54.579                   | 170,28     | 321              | 7417       | –            |

## Politik
| Vertreter im Departementrat | Vertreter im Departementrat | Vertreter im Departementrat |
| Amtszeit                    | Namen                       | Partei                      |
| --------------------------- | --------------------------- | --------------------------- |
| 2015–                       | Richard Baud Patricia Mahut | UMP                         |